# Spilogona seticosta
Spilogona seticosta är en tvåvingeart som först beskrevs av Johann Andreas Schnabl 1915.  Spilogona seticosta ingår i släktet Spilogona och familjen husflugor. Inga underarter finns listade i Catalogue of Life.